# Гадаритляр
Гадаритляр (Гадари-Кал)— река в России, протекает по Гумбетовскому району в Республике Дагестан. Устье реки находится в 7,8 км по левому берегу реки Андийское Койсу. Длина реки составляет 17 км.

## Притоки
Притоки: р. Харибтляр (л), р. Гоголкал (л).

## Данные водного реестра
По данным государственного водного реестра России относится к Западно-Каспийскому бассейновому округу, водохозяйственный участок реки — Сулак от истока до Чиркейского гидроузла.
Код объекта в государственном водном реестре — 07030000112109300000704.